# Vlag van Corsica
De vlag van Corsica toont een morenkop in het zwart met een witte bandana boven zijn ogen op een witte achtergrond. Deze vlag is zowel de officiële vlag van de regio Corsica als van de departementen Haute-Corse en Corse-du-Sud. In het Corsicaans wordt de vlag A bandera testa mora ("De vlag met het Morenhoofd") genoemd. De vlag werd in 1755 uitgeroepen tot nationaal symbool van Corsica door Pasquale Paoli en was gebaseerd op een traditionele vlag die eerder werd gebruikt. Voorheen bedekte de bandana zijn ogen; Paoli wilde de bandana boven de ogen hebben om de bevrijding van het Corsicaanse volk van de Genuezen te symboliseren.
De legende van een morenkop komt voort uit de gewoonte om het hoofd van een verslagen hoofdman af te hakken. Dit deden de Genuezen met Sampiero Corso. Paus Bonifatius VIII, in 1297 heer van het eiland, schonk Corsica en Sardinië aan Jacobus II, koning van Aragón. Hij plaatste toen drie morenkoppen met verband over hun ogen in zijn Corsicaanse armen. De vlag van Sardinië droeg er vier morenkoppen. Ze werden om heraldische redenen in zwart afgebeeld en waren niet bedoeld om hoofden van zwarte mensen voor te stellen.
De Corsicaanse Republiek, die bestond tussen 1755 en 1769, gebruikte deze vlag. Toen de Fransen de macht overnamen door Corsica van de Republiek Genua te kopen, werd de vlag verboden. Tijdens deze fase van Franse overheersing (1769-1789) diende de vlag als een uiting van verzet onder Corsicaanse patriotten. De versie met de geblinddoekte ogen werd echter opnieuw gebruikt. Tijdens de periode van het Anglo-Corsicaanse Koninkrijk (1794-1796) werd de versie met de niet-verbonden ogen gebruikt naast het Britse wapen. Nadat de Fransen de macht heroverden, raakte de vlag in onbruik tot 1980, toen hij officieel opnieuw werd aangenomen als regionale vlag.

Wapen van het Anglo-Corsicaanse Koninkrijk (1794-1796)
Wapen van Corsica